# Championnat des Antilles néerlandaises de football 1989
Navigation
Saison précédente Saison suivante
La saison 1989 du Championnat des Antilles néerlandaises de football est la vingt-sixième édition de la Kopa Antiano, le championnat des Antilles néerlandaises. Les deux meilleures équipes de Curaçao et de Bonaire se rencontrent lors d'un tournoi inter-îles. Du fait du décalage de la phase finale de décembre à janvier, il n'y a pas eu de tournoi durant l'année 1988.
Les quatre clubs qualifiés sont regroupés au sein d'une poule unique où chaque équipe rencontre deux fois ses adversaires. Les deux équipes en tête de la poule s'affrontent en finale, jouée sous forme de rencontres aller et retour. 
C'est le CRKSV Jong Colombia, champion de Curaçao, qui est sacré cette saison après avoir battu en finale le vice-champion de Bonaire, le SV Juventus. Il s’agit du neuvième titre de champion des Antilles néerlandaises de l'histoire du club, le premier depuis treize ans.
Le vainqueur de la Kopa Antiano et son dauphin se qualifient tous les deux pour la Coupe des champions de la CONCACAF 1989.

## Clubs engagés
- CRKSV Jong Colombia - Champion de Curaçao 1988
- RKSV Centro Dominguito - Vice-champion de Curaçao 1988
- SV Estrellas - Champion de Bonaire 1988
- SV Juventus - Vice-champion de Bonaire 1988

## Compétition
Le barème utilisé pour établir le classement est le suivant :
- Victoire : 2 points
- Match nul : 1 point
- Défaite : 0 point

### Phase de poule
| Rang | Équipe                 | Pts | J | G | N | P | Bp | Bc | Diff |  | Résultats (▼ dom., ► ext.) | Juv | JCo | Dom | Est |
| ---- | ---------------------- | --- | - | - | - | - | -- | -- | ---- |  | -------------------------- | --- | --- | --- | --- |
| 1    | SV Juventus            | 11  | 6 | 5 | 1 | 0 | 14 | 6  | +8   |  | SV Juventus                |     | 1-0 | 2-2 | 5-1 |
| 2    | CRKSV Jong Colombia    | 7   | 6 | 3 | 1 | 2 | 13 | 6  | +7   |  | CRKSV Jong Colombia        | 2-3 |     | 2-0 | 6-0 |
| 3    | RKSV Centro Dominguito | 5   | 6 | 1 | 3 | 2 | 6  | 8  | -2   |  | RKSV Centro Dominguito     | 0-1 | 1-1 |     | 2-2 |
| 4    | SV Estrellas           | 1   | 6 | 0 | 1 | 5 | 5  | 18 | -13  |  | SV Estrellas               | 1-2 | 1-2 | 0-1 |     |

|  | Qualification pour la finale pour le titre et pour la Coupe des champions de la CONCACAF 1989 |

### Finale
| Équipe 1    | Résultat | Équipe 2            | Aller | Retour |
| ----------- | -------- | ------------------- | ----- | ------ |
| SV Juventus | 4 - 7    | CRKSV Jong Colombia | 2 - 4 | 2 - 3  |

## Bilan de la saison
| Championnat des Antilles néerlandaises de football 1989 |                                |
| Champion                                                | CRKSV Jong Colombia (9e titre) |
| Qualifications continentales                            |                                |
| Coupe des champions de la CONCACAF 1989                 | CRKSV Jong Colombia            |
| Coupe des champions de la CONCACAF 1989                 | SV Juventus                    |
| Promotions et relégations                               |                                |
| Promus en Kopa Antiano                                  | Aucun                          |
| Relégués                                                | Aucun                          |